# 55 до н. е.

## Події
- 26 серпня — Римські війська на чолі з Юлієм Цезарем висадились в Британії

## Народились
- Тібулл — давньоримський поет, майстер елегії.

## Померли
- 15 жовтня — Покінчив життя самогубством Тіт Лукрецій Кар, римський філософ-матеріаліст, поет, автор поеми «Про природу речей»
- Береніка IV — цариця Єгипту у 58—55 до н. е. роках.
- Тигран II — цар Великої Вірменії в 95 — 55 до н. е. з династії Арташесідів